# Villafalletto
Villafalletto é uma comuna italiana da região do Piemonte, província de Cuneo, com cerca de 2.876 habitantes. Estende-se por uma área de 29 km², tendo uma densidade populacional de 99 hab/km². Faz fronteira com Busca, Centallo, Costigliole Saluzzo, Fossano, Savigliano, Tarantasca, Verzuolo, Vottignasco.

## Demografia
| Variação demográfica do município entre 1861 e 2011                               |
|                                                                                   |
| Fonte: Istituto Nazionale di Statistica (ISTAT) - Elaboração gráfica da Wikipedia |